# 62.º Exército da União Soviética

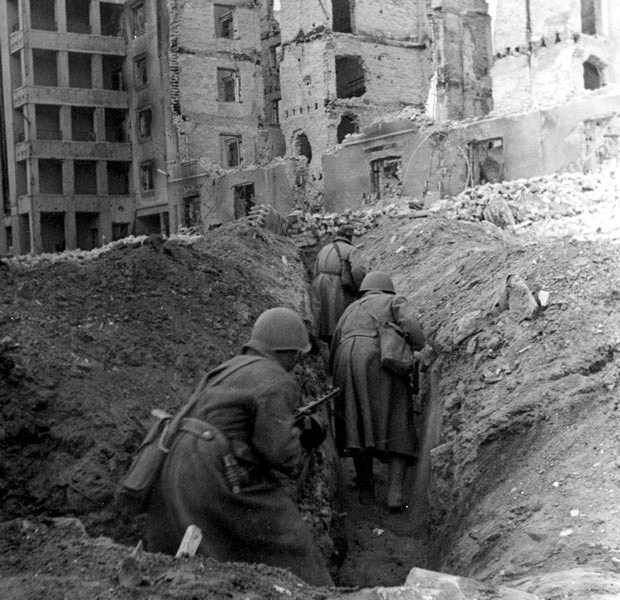
Soldados do 62° Exército durante a Batalha de Stalingrado

O 62º Exército da União Soviética (russo: 62-я армия) foi um exército de campo formado pelo Exército Vermelho da ex-União Soviética, durante a Segunda Guerra Mundial.
Formado como 7º Exército da Reserva, parte da reserva da Stavka - comando militar supremo da URSS - em maio de 1942, a formação militar foi designada como 62º Exército de Rifles no mês seguinte. Após o épico desempenho em combate que teve na Batalha de Stalingrado, entre 1942 e 1943, ele recebeu a Ordem de Lenin e o status de 'da Guarda' - unidade militar de elite - e renomeado como 8º Exército da Guarda, em abril de 1943.
Em setembro de 1942, quando entrou em combate em Stalingrado, o 62º Exército era composto por 11 divisões e 7 brigadas de rifles (infantaria), um corpo e um brigada blindada de tanques (cavalaria) e doze regimentos de artilharia e morteiros. Ao fim da batalha, muitas de suas formações haviam sido praticamente destruídas ou limitadas a apenas algumas centenas de homens.
Durante a Batalha de Stalingrado e até ser renomeado como 8º Exército da Guarda, o 62º foi comandado pelo general Vassili Chuikov, que, depois da guerra, promovido a Marechal da União Soviética, viria a ser sepultado na cidade que defendeu e libertou da invasão das tropas do Terceiro Reich.